# Plumbaginales
Plumbaginales es un orden de angiospermas, herbáceas, arbustos o lianas, gamopétalas. Orden formado por una sola familia, Plumbaginaceae, integrada por 10 géneros y unas 400 especies, distribuidas por toda la Tierra.